# Lista de livros apócrifos
Esta é uma Lista de livros apócrifos da Bíblia.

## Antigo Testamento
1. Primeiro Livro de Adão e Eva
2. Apocalipse de Moisés
3. Apocalipse de Sidrac
4. Ascensão de Isaías
5. Assunção de Moisés
6. Caverna dos Tesouros
7. Epístola de Aristéas
8. Livro dos Jubileus
9. Martírio de Isaías
10. Oráculos Sibilinos
11. Prece de Manassés
12. Primeiro Livro de Enoque
13. Quarto Livro dos Macabeus
14. Apocalipse de Esdras
15. Salmo 151
16. Salmos de Salomão
17. Samuel Apócrifo
18. Segundo Livro de Adão e Eva
19. Segundo Livro de Enoque
20. Segundo Tratado do Grande Sete
21. Terceiro Livro de Enoque
22. Terceiro Livro dos Macabeus
23. Testamento de Abraão
24. Testamento dos Doze Patriarcas

### Livros deuterocanônicosconsideradosapócrifos, parajudeuseprotestantes
1. Adições em Daniel (ou nomeadamente os episódios do Salmo de Azarias e o cântico dos três jovens, a História de Susana e Bel e o dragão)
2. Adições em Ester
3. Baruc
4. Eclesiástico ou Sirácida ou Ben Sirá
5. Livro de Judite
6. Primeiro Livro de Macabeus ou I Macabeus
7. Segundo Livro de Macabeus ou II Macabeus
8. Livro de Tobias
9. Sabedoria

## Escritos de Qumran
1. A Nova Jerusalém (5Q15)
2. A Sedutora (4Q184)
3. Antologia Messiânica (4Q175)
4. Bênção de Jacó (4QPBl)
5. Bênçãos (1QSb)
6. Cânticos do Sábio (4Q510-4Q511)
7. Cânticos para o Holocausto do Sábado (4Q400-4Q407/11Q5-11Q6)
8. Comentários sobre a Lei (4Q159/4Q513-4Q514)
9. Comentários sobre Habacuc (1QpHab)
10. Comentários sobre Isaías (4Q161-4Q164)
11. Comentários sobre Miqueias (1Q14)
12. Comentários sobre Naum (4Q169)
13. Comentários sobre Oseias (4Q166-4Q167)
14. Comentários sobre Salmos (4Q171/4Q173)
15. Consolações (4Q176)
16. Eras da Criação (4Q180)
17. Escritos do Pseudo-Daniel (4QpsDan/4Q246)
18. Exortação para Busca da Sabedoria (4Q185)
19. Gênesis Apócrifo (1QapGen)
20. Hinos de Ação de Graças (1QH)
21. Horóscopos (4Q186/4QMessAr)
22. Maldições de Satanás e seus Partidários (4Q286-4Q287/4Q280-4Q282)
23. Melquisedec, o Príncipe Celeste (11QMelq)
24. O Triunfo da Retidão (1Q27)
25. Oração Litúrgica (1Q34/1Q34bis)
26. Orações Diárias (4Q503)
27. Orações para as Festividades (4Q507-4Q509)
28. Os Iníqüos e os Santos (4Q181)
29. Os Últimos Dias (4Q174)
30. Palavras das Luzes Celestes (4Q504)
31. Palavras de Moisés (1Q22)
32. Pergaminho de Cobre (3Q15)
33. Pergaminho do Templo (11QT)
34. Prece de Nabonidus (4QprNab)
35. Preceito da Guerra (1QM/4QM)
36. Preceito de Damasco (CD)
37. Preceito do Messianismo (1QSa)
38. Regra da Comunidade (1QS)
39. Rito de Purificação (4Q512)
40. Salmos Apócrifos (11QPsa)
41. Samuel Apócrifo (4Q160)
42. Testamento de Amran (4QAm)

## Outros escritos
1. História de Aicar
2. Livro do Pseudo-Filon